# アシュタビューラ (オハイオ州)

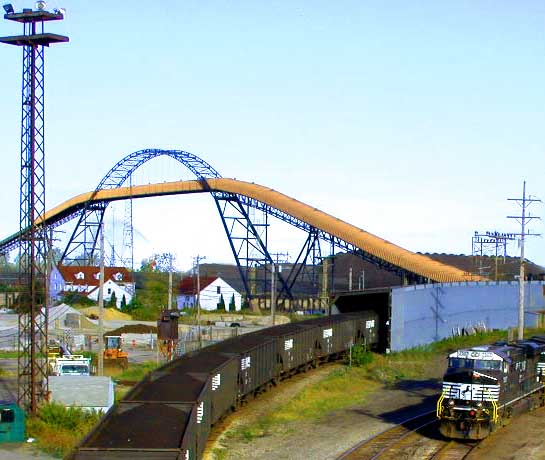
アシュタビューラ港の鉄道操車場

アシュタビューラ（英: Ashtabula、[æʃtəˈbjuːlə] ash-tə-BEW-lə）は、アメリカ合衆国オハイオ州北東部アシュタビューラ郡の都市である。2003年にアメリカ合衆国国勢調査局が定義したアシュタビューラ小都市圏の中心である。19世紀半ばに地下鉄道 (秘密結社)の主要地点だったアシュタビューラは、現在クリーブランド市の北東、アシュタビューラ川がエリー湖に注ぐ河口にある石炭積出港である。アシュタビューラという名前は、レナペ族インディアンの言葉で「いつも分け与えるだけの魚がいる」という意味の「ashtepihəle」から来ている。2010年の国勢調査では人口19,124 人であり、2000年の20,962人からは、1,838人、8.8%の減少だった。
詩人のカール・サンドバーグは、「アシュタビューラでポピーが咲くときにオハイオを横切る」と題する詩を書いた。ヴァーン・スナイダーが書き、1960年に出版された『アシュタビューラからの王様』と題する小説もある。ボブ・ディランの歌『おれはさびしくなるよ』でもアシュタビューラが歌われている。
アシュタビューラ市では毎年5月下旬あるいは6月初めに、ブレッシング・オブ・ザ・フリートの祝祭を開催している。この祝祭の一部として、アシュタビューラ港で行進と礼拝が行われている。2007年にはフィンフェストUSAも開催された。

## 歴史
アシュタビューラ市となっている場所には1803年に入植され、1891年に法人化された。南北戦争に繋がる時代に、アフリカ系アメリカ人奴隷を自由のあるカナダに運ぶために使われた地下鉄道 (秘密結社)では、幾つかの停車駅があった。その中でもハバード邸は、数少ない終着点の1つだった。元奴隷達は湖に隣接した家屋の地下室に住み、次に利用できる船でカナダに渡って、オンタリオ州に着いた時点で自由を獲得した。その港は19世紀末から大型の鉄鉱石と石炭の積出港となり、現在もペンシルベニア州の製鉄所に送られる石炭の長い傾斜搬送路や鉄鉱石の積み卸し施設がある。
19世紀末から20世紀初めにアシュタビューラに入ってきた者達の多くが、フィンランド、スウェーデン、イタリアからの移民だった。これら民族集団間の競争意識がアシュタビューラでの日々の生活に大きな影響を与えていた。現住民の中でかなりの比率の者がそれら移民の子孫である。市の人口は1970年まで着実に増加していたが、それ以降は減少している。

### 鉄道の歴史
1876年12月29日、アシュタビューラ川鉄道事故、あるいはアシュタビューラ・ホラー、アシュタビューラ橋事故などと呼ばれる国内でも最大級の鉄道事故が発生した。レイクショア・アンド・ミシガン・サザン鉄道の第5号列車「ザ・パシフィック・イクスプレス」がアシュタビューラ川橋を渡っているとき、トラス構造の橋が崩壊して、2両ある機関車の1両と、客車11両を150フィート (46 m) 下の凍ったクリークに墜落させた。客車のストーブから出火し、乗っていた159人のうち92人が死亡、64人が負傷した（アシュタビューラ川鉄道災害）。
アシュタビューラという名前の鉄道フェリーが、アシュタビューラからオンタリオ州ポートバーウェルまでの運行に使われていた。このフェリーは1906年に進水し、1958年に他の船と衝突した。

### 港
アシュタビューラでは20世紀に大きな変化が起きた。エリー湖に面し、30マイル (50 km) 近い湖岸線があることで、積み出しや商業の中心としての発展を促してきた。
1950年代、化学産業が拡大し、港湾活動が増加して、五大湖でも重要な港湾都市の1つとなった。地域に昔からある産業は、市西部のアメリカ国道20号線沿いにあるロックウェル・インターナショナルの工場があり、ここではスペースシャトル計画でブレーキを製造した。また21番通り東にある反応金属押し出し工場では使用済み濃縮ウランの押し出し成形を行った。
アシュタビューラ港では毎年ブレッシング・オブ・ザ・フリートの祝祭を開催している。その起源はアシュタビューラに入ったポルトガル人とアイルランド人の漁師、および船乗りに遡ることができる。1930年代、ブレッシング・オブ・ザ・フリートは少数の船乗り、教区の聖職者、信徒が行う4月初旬の小さなほとんど個人的な祭事だった。1950年までにマザー・オブ・ソローズ教区の庇護下にある公的な儀式となった。1974年、アシュタビューラの宗教と港の地域社会を全て巻き込む地域の行事となった。
沿岸警備隊基地と港博物館がアシュタビューラの海洋遺産を保存することに貢献している。

## 地理
アシュタビューラ市は北緯41度52分38秒 西経80度47分49秒 / 北緯41.87722度 西経80.79694度 (41.877138, -80.796976)に位置している。
アメリカ合衆国国勢調査局に拠れば、郡域全面積は7.91平方マイル (20.5 km2)であり、このうち陸地7.74平方マイル (20.0 km2)、水域は0.17平方マイル (0.44 km2)で水域率は2.15%である。
アシュタビューラ市の北はエリー湖であり、アシュタビューラ川が注ぐ位置に優れた港がある。アシュタビューラ港は石炭の主要な取扱港であり、現在も活躍している。公的な湖浜が2つある。港に近いウォルナット・ビーチと、港とは反対側の当初公共事業促進局が活動したレイクショア公園である。
アシュタビューラ川と港は、過去に水路の工業的乱用があったために、現在はスーパーファンド適用地になっている。
市の一部はアシュタビューラ郡区に、また一部はセイブルック郡区に入っている。
冬季にはかなりの量の雪が降る。年平均降雪量は68インチ (173 cm) である。雪の多くは湖水効果によるものである。

## 人口動態

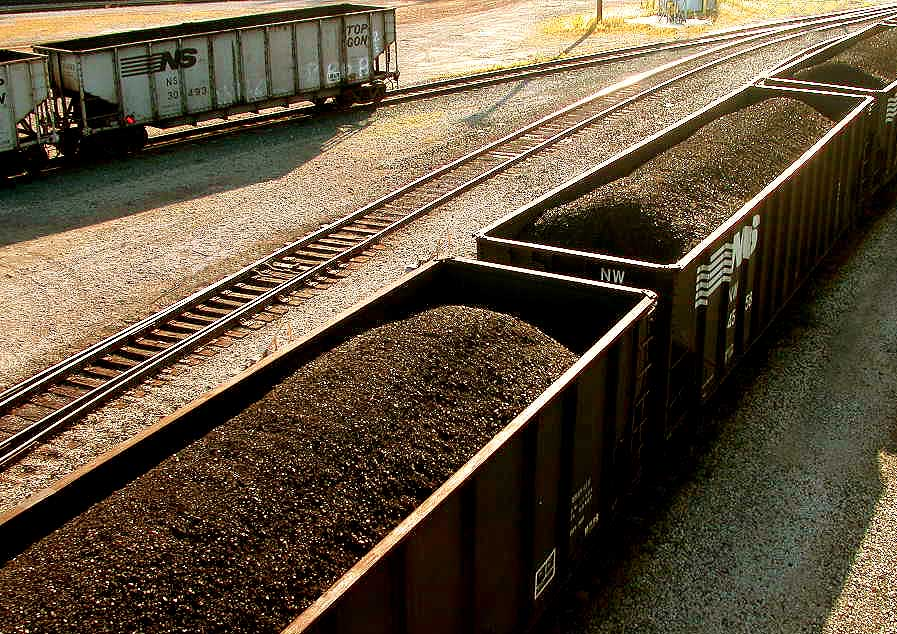
アシュタビューラ鉄道の石炭運搬貨車

### 2010年国勢調査
以下は2010年の国勢調査による人口統計データである。
| 基礎データ - 人口: 19,124 人 - 世帯数: 7,746 世帯 - 家族数: 4,724 家族 - 人口密度: 954.0人/km2（2,470.8人/mi2） - 住居数: 9,087 軒 - 住居密度: 453.3軒/km2（1,174.0 軒/mi2） 人種別人口構成 - 白人: 82.0% - アフリカン・アメリカン: 8.9% - ネイティブ・アメリカン: 0.4% - アジア人: 0.3% - その他の人種: 3.3% - 混血: 5.0% - ヒスパニック・ラテン系: 9.3% | 年齢別人口構成 - 18歳未満: 26.4% - 18-24歳: 9.3% - 25-44歳: 23.9% - 45-64歳: 25.8% - 65歳以上: 14.7% - 年齢の中央値: 37歳 - 性比（女性100人あたり男性の人口） - 総人口: 90.8 世帯と家族（対世帯数） - 18歳未満の子供がいる: 33.0% - 結婚・同居している夫婦: 35.2% - 未婚・離婚・死別女性が世帯主: 19.3% - 非家族世帯: 39.0% - 単身世帯: 32.9% - 65歳以上の老人1人暮らし: 13.3% - 平均構成人数 - 世帯: 2.42人 - 家族: 3.03人 |

### 2000年国勢調査
以下は2000年の国勢調査による人口統計データである。
| 基礎データ - 人口: 20,962 人 - 世帯数: 8,435 世帯 - 家族数: 5,423 家族 - 人口密度: 1,072.0人/km2（2,775.9 人/mi2） - 住居数: 9,151 軒 - 住居密度: 468.0軒/km2（1,211.8 軒/mi2） 人種別人口構成 - 白人: 84.69% - アフリカン・アメリカン: 9.79% - ネイティブ・アメリカン: 0.29% - アジア人: 0.40% - 太平洋諸島系: 0.05% - その他の人種: 2.51% - 混血: 2.26% - ヒスパニック・ラテン系: 5.32% 先祖による構成 - イタリア系：16.5% - ドイツ系：14.6% - アメリカ人：9.2% - アイルランド系：8.1% - イギリス系：8.1% 言語による構成 - 英語：93.1% - スペイン語：5.4% | 年齢別人口構成 - 18歳未満: 27.6% - 18-24歳: 8.8% - 25-44歳: 28.1% - 45-64歳: 20.5% - 65歳以上: 15.0% - 年齢の中央値: 35歳 - 性比（女性100人あたり男性の人口） - 総人口: 88.1 - 18歳以上: 83.3 世帯と家族（対世帯数） - 18歳未満の子供がいる: 32.6% - 結婚・同居している夫婦: 41.9% - 未婚・離婚・死別女性が世帯主: 17.4% - 非家族世帯: 35.7% - 単身世帯: 30.6% - 65歳以上の老人1人暮らし: 13.3% - 平均構成人数 - 世帯: 2.45人 - 家族: 3.03人 | 収入と家計 - 収入の中央値 - 世帯: 27,354米ドル - 家族: 33,454米ドル - 性別 - 男性: 28,436米ドル - 女性: 22,490米ドル - 人口1人あたり収入: 14,034米ドル - 貧困線以下 - 対人口: 21.4% - 対家族数: 17.8% - 18歳未満: 31.2% - 65歳以上: 13.6% |

## 教育
アシュタビューラ地域教育学区はレイクサイド高校を含むアシュタビューラ市の公立学校を管轄している。ケント州立大学アシュタビューラ校も市内にある。

## 医療
アシュタビューラ郡医療センターは、アシュタビューラ郡にある幾つかの専門性が高い病院である。オハイオ州北東部のアシュタビューラ郡と周辺地域から患者を受け入れている。系列にクリーブランド・クリニックがある。
この病院には郡で唯一の行動医学室、睡眠障害研究室や多くの特化したサービスがある。付属のアシュタビューラ・クリニックは、小児科、内科、家庭医療、肺疾患、神経学、精神医学、睡眠障害、心臓学、胃腸病学、眼科学、一般外科、整形外科、泌尿器学、耳鼻咽喉科、足病学、腫瘍学の専門分野で外来治療を行っている。郡内にはサテライトクリニックもある。2008年12月、心臓カテーテル研究室を初めて設置した。新しく改装された産科ユニットでは、産科婦人科治療と母性出産サービスを行っている。

## 大衆文化の中で
- ボブ・ディランのアルバム「血の轍」に収録された「おれはさびしくなるよ」には、ホノルルやサンフランシスコと共にアシュタビューラに関する言及がある。

## USSアシュタビューラ
第二次世界大戦時、アメリカ海軍はインディアン語のこの川の名前を、航海中の艦船に給油する艦隊給油艦に使った。USSアシュタビューラは1943年に就役し、1982年に退役した。第二次世界大戦では従軍星章4つ、朝鮮戦争で4つ、ベトナム戦争で8個受けた。1995年に一部スクラップにされ、2000年10月15日に艦隊演習の標的となった。アシュタビューラという名前を持つ艦船はこの1隻のみである。

## 著名な出身者
- ドン・ノヴェロ - 俳優、コメディアン
- ロバート・ライトハイザー - 法律家、弁護士
- Tボーン・スリム - 作家、労働運動家

## ギャラリー

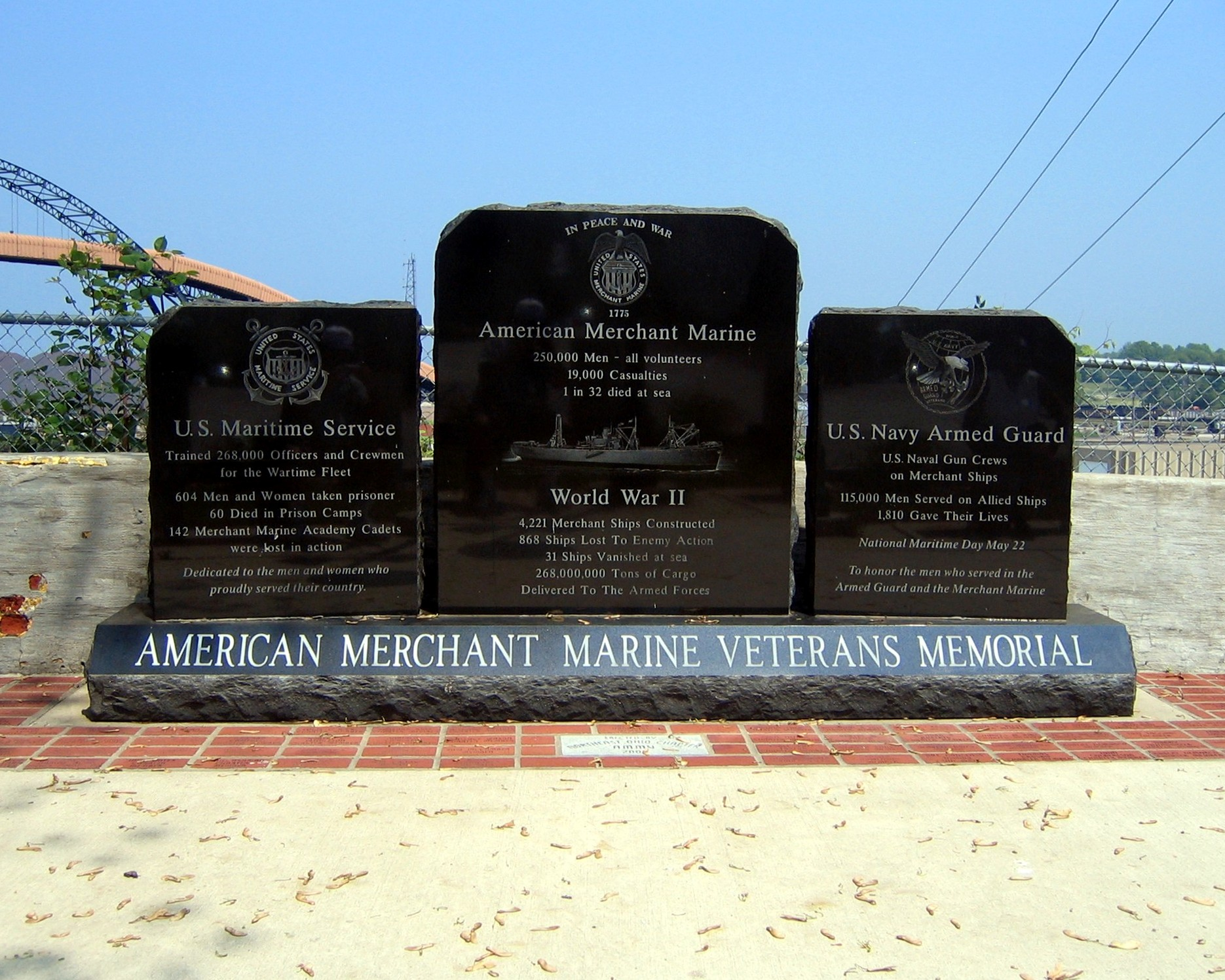
アメリカ商船ベテラン記念碑
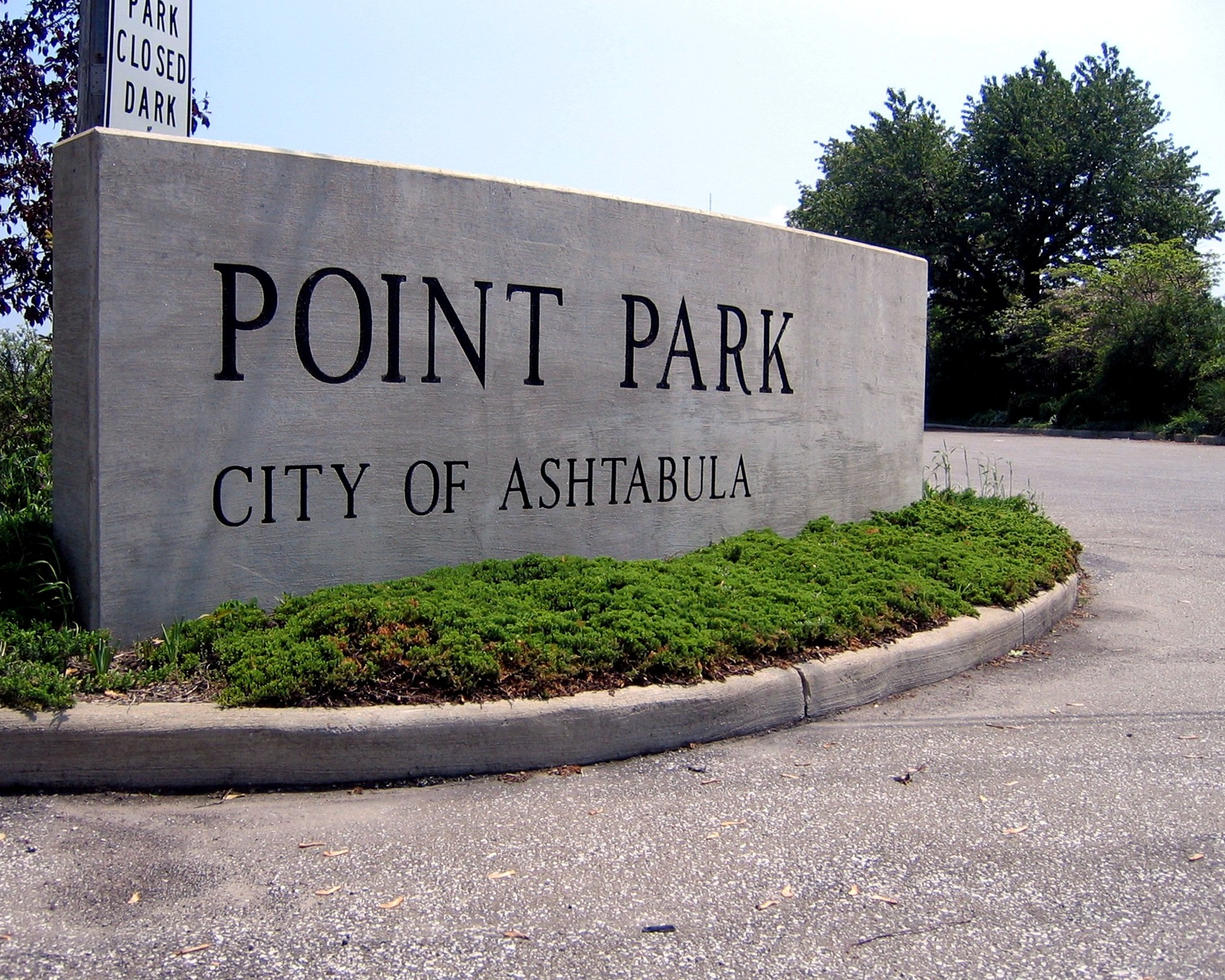
ポイントパーク
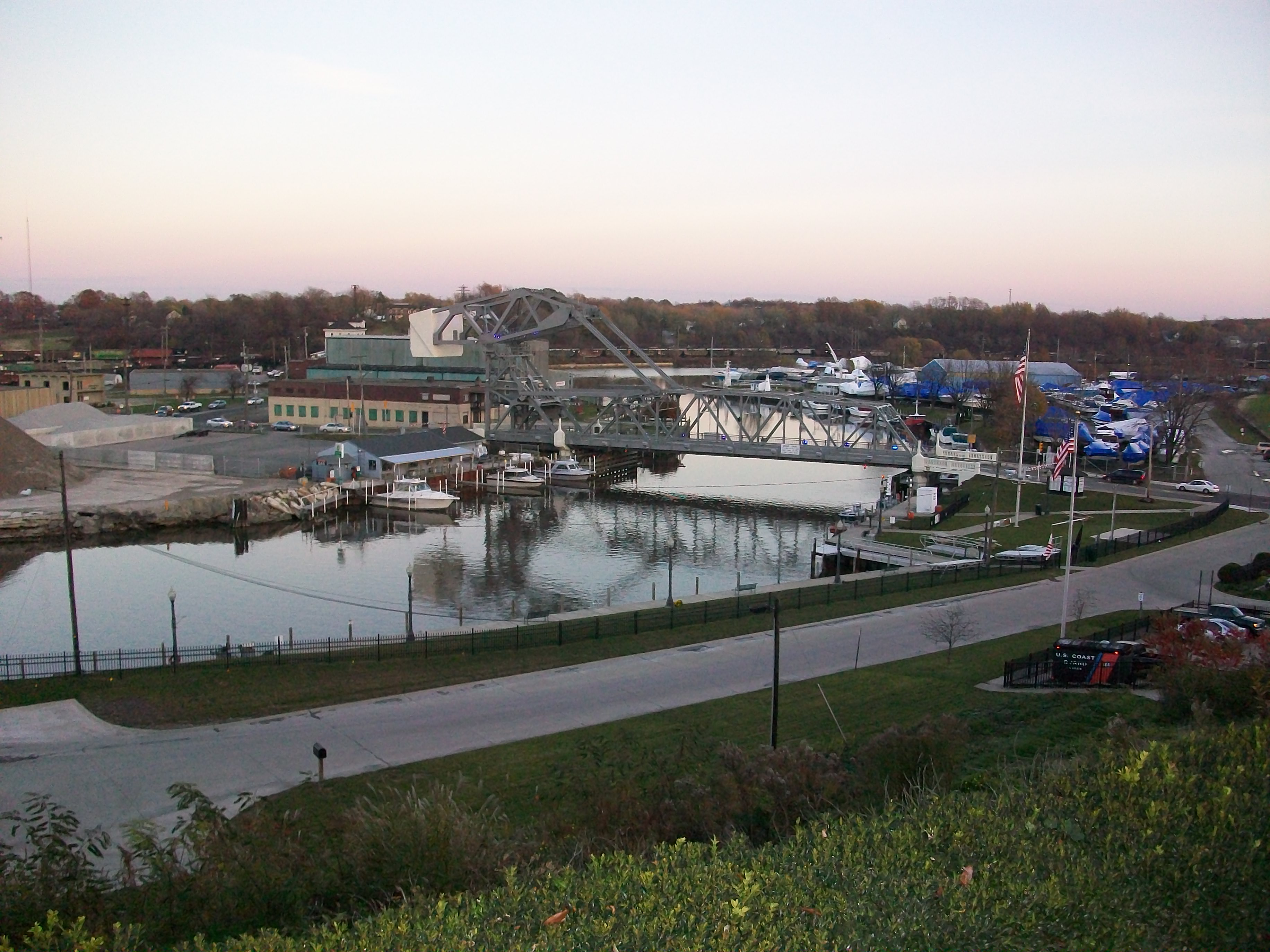
アシュタビューラ・リフトブリッジ
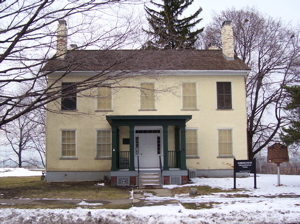
ハバード邸